# Штольценфельс
Замок Штольценфельс (нем. Schloss Stolzenfels) расположен над одноимённым районом Кобленца на левом берегу Рейна напротив устья реки Лан. С 2002 года замок входит в Список объектов Всемирного наследия ЮНЕСКО долины Среднего Рейна.

## История

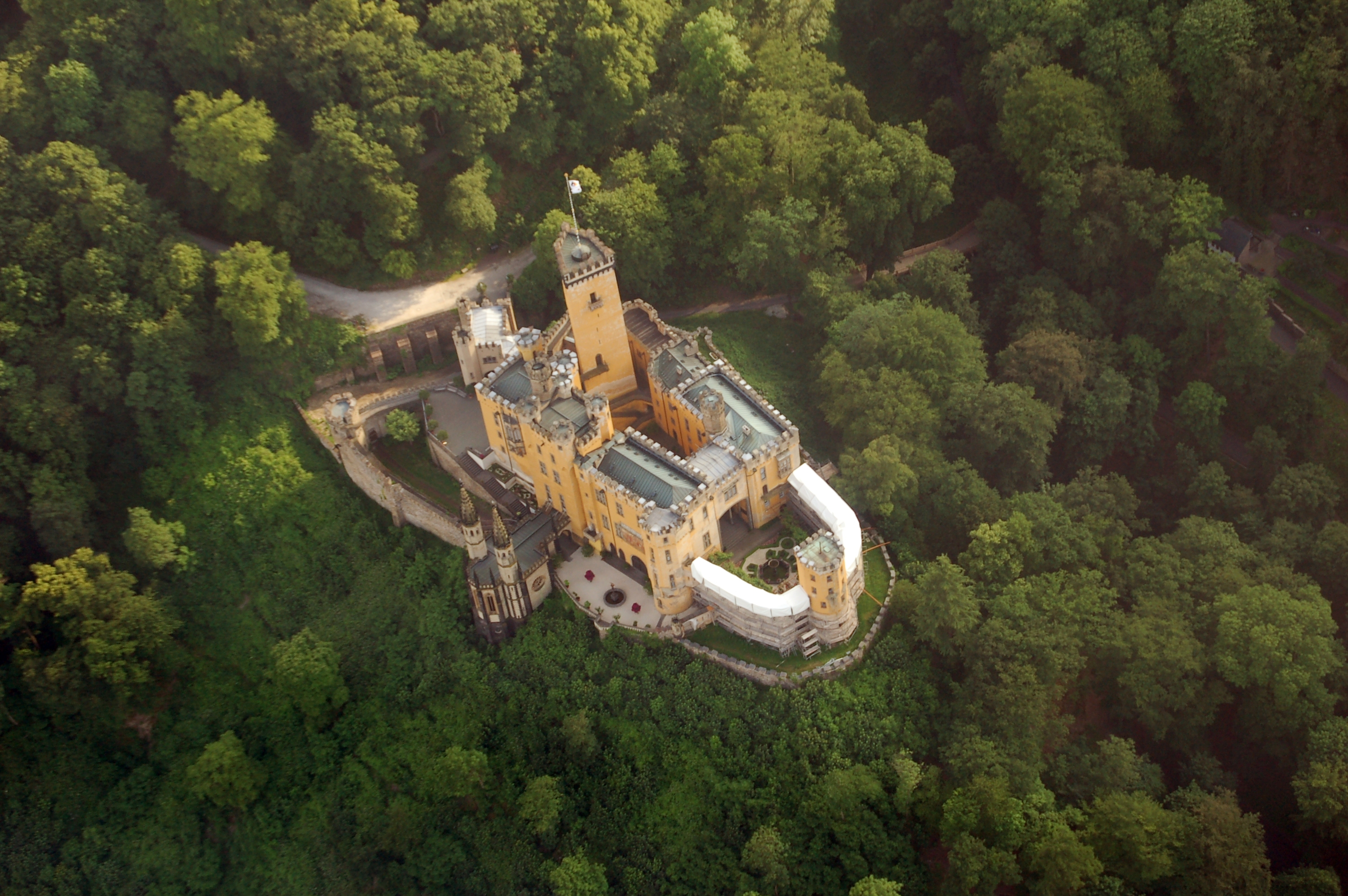
Вид с воздуха в 2007 году

Замок был построен в 1242—1259 годах архиепископом Трира Арнольдом II в качестве летней резиденции. Английская неоготика оказала сильное влияние на романтический стиль сооружения. Комнаты летней резиденции были украшены ценной мебелью и картинами. Наиболее впечатляющим помещением являлся Рыцарский зал с выставленными там старинными доспехами.
В Тридцатилетней войне замок активно использовался воюющими сторонами. Замок был разрушен в 1689 году и простоял в руинах 150 лет.
В 1842 году расширение и реконструкция дворца были остановлены. С 1843 года он использовался в качестве жилья для персонала. Неоготическая часовня была построена в 1845 году.

## Замок сегодня

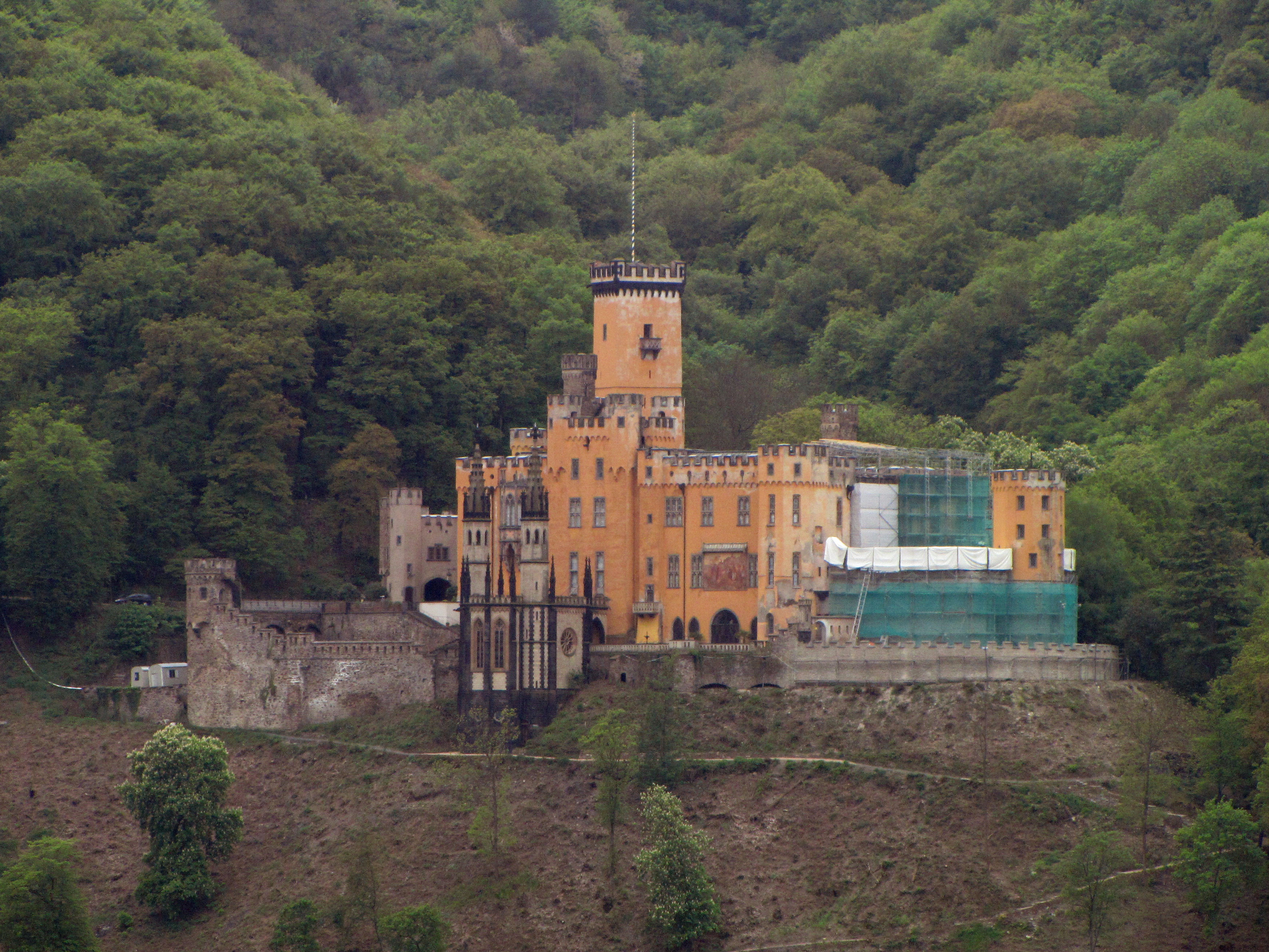
Восстановление замка Штольценфельс

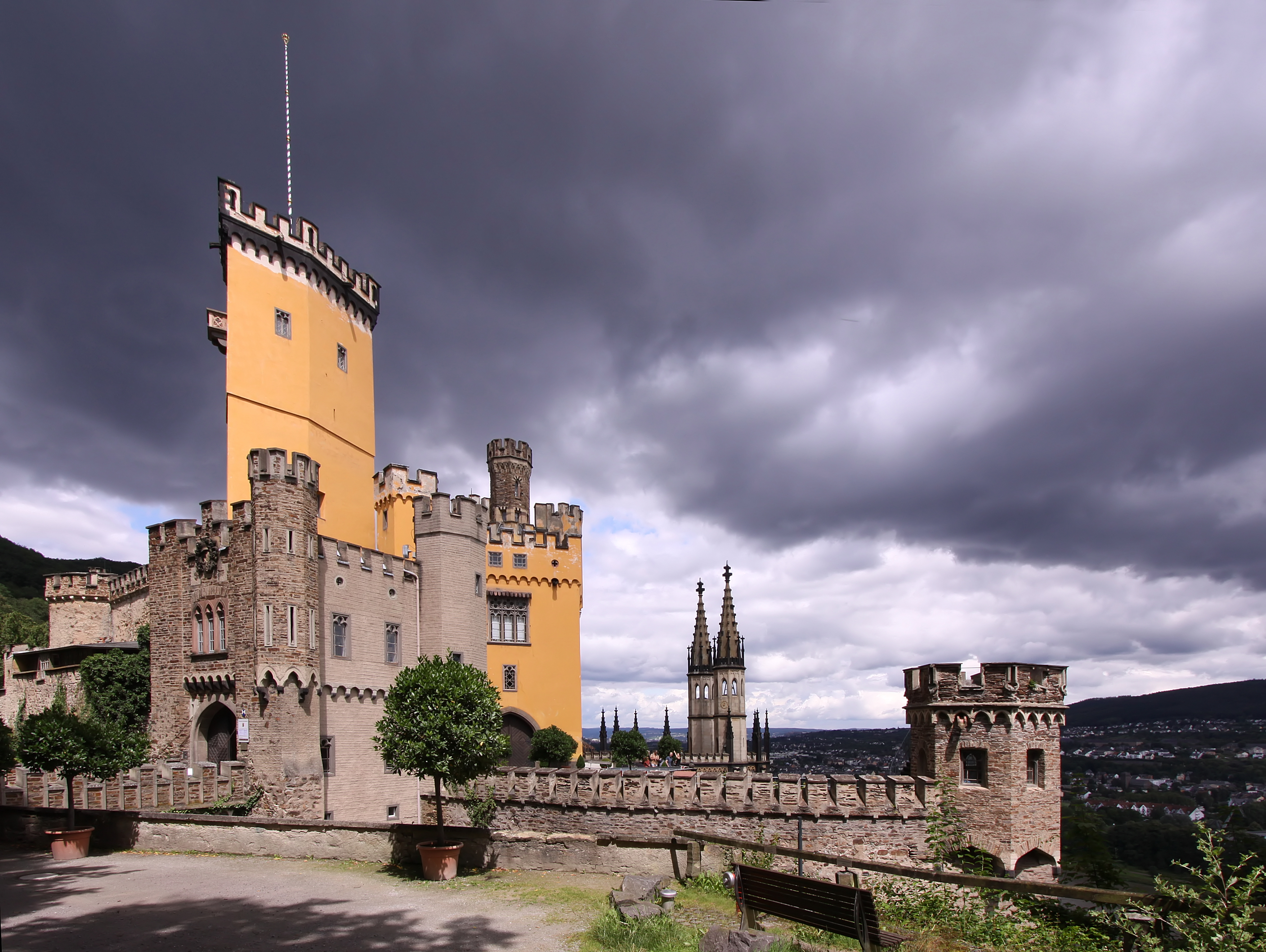
Июль 2009 года

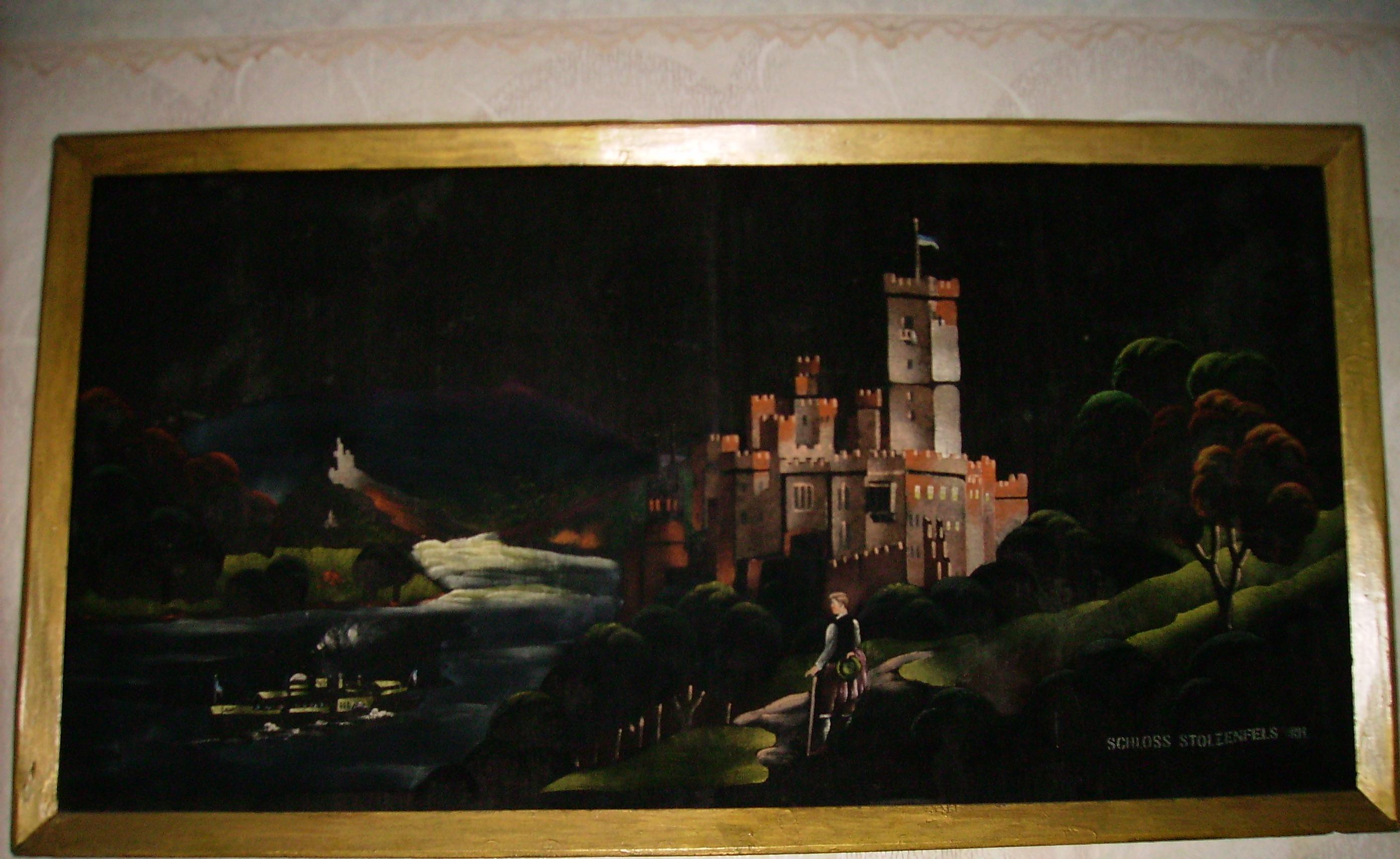
Гобелен Замка Штольценфельс

Рыцарский зал является собранием коллекций исторического оружия и сосудов для питья. Посетители должны передвигаться в тапочках. В средневековой комнате башни стены украшены картинами художника Германа Стильке. Они относятся к числу наиболее значительных произведений романтизма.
В 2011 году в Кобленце прошла выставка Garden Show, для подготовки к которой из государственных средств на восстановление замка Штольценфельс было выделено 16 миллионов евро.